# San Giovanni la Punta
San Giovanni la Punta es una localidad italiana de la provincia de Catania, región de Sicilia, con 22.185 habitantes.

Ubicación de la ciudad de San Giovanni la Punta dentro de la provincia de Catania.

## Evolución demográfica
| Gráfica de evolución demográfica de San Giovanni la Punta entre 1861 y 2001 |
|                                                                             |
| Fuente ISTAT - elaboración gráfica de Wikipedia                             |